# Hans Weiner
Hans Weiner (Neuenkirchen, 1950. november 29. – Berlin, 2024. augusztus 21.) német labdarúgó, hátvéd.

## Pályafutása

### Klubcsapatban
1969 és 1972 között a Tennis Borussia Berlin, 1972 és 1979 között a Hertha BSC, 1979 és 1982 között a Bayern München labdarúgója volt. A Bayernnak két nyugatnémet bajnoki címet és egy kupagyőzelmet ért el. Tagja volt az 1981–82-es idényben BEK-döntős csapatnak. 1982 és 1984 között az amerikai Chicago Sting csapatában szerepelt. Az 1983–84-es idényben a teremlabdarúgó-csapatban is játszott. 1984 és 1986 között a Hertha csapatában fejezte be az aktív játékot.

### A válogatottban
1978-ban egy alkalommal szerepelt a nyugatnémet B-válogatottban. 

## Sikerei, díjai
Bayern München
- Nyugatnémet bajnokság (Bundesliga)
  - bajnok (2): 1979–80, 1980–81
- Nyugatnémet kupa (DFB-Pokal)
  - győztes: 1982
- Bajnokcsapatok Európa-kupája (BEK)
  - döntős: 1981–82